# Зона-да-Мата-Параїбана (мезорегіон)
Зона-да-Мата-Параїбана (порт. Mesorregião da Zona da Mata Paraibana) — адміністративно-статистичений мезорегіон в Бразилії, входить в штат Параїба. Населення становить 1327 тис. чоловік на 2006 рік. Займає площу 5232,396 км². Густота населення — 253,7 чол./км².

## Склад мезорегіону
В мезорегіон входять наступні мікрорегіони:
1. Жуан-Пессоа.
2. Сапе.
3. Літорал-Норті.
4. Літорал-Сул.

| Бразилія | Це незавершена стаття з географії Бразилії. Ви можете допомогти проєкту, виправивши або дописавши її. |